# Maiski (Kaliningrad)
Maiski (russisch Майский, deutsch Mandtkeim) ist ein Ort in der Oblast Kaliningrad der Russischen Föderation. Er gehört zur kommunalen Selbstverwaltungseinheit Stadtkreis Selenogradsk im Rajon Selenogradsk.

## Geographische Lage
Maiski liegt 40 Kilometer nordwestlich der Stadt Kaliningrad an der russischen Fernstraße A 192 und ist etwa fünf Kilometer von der Nordwestspitze des Samlandes (Brüster Ort) entfernt. Eine Bahnanbindung besteht nicht.

## Geschichte
Der 1405 gegründete und bis 1945 Mandtkeim genannte Ort bestand 1945 aus einigen wenigen Höfen. 1874 kam das Dorf zum neu errichteten Amtsbezirk Groß Kuhren im Landkreis Fischhausen (1939 bis 1945 Landkreis Samland) im Regierungsbezirk Königsberg der preußischen Provinz Ostpreußen. Im Jahre 1910 waren hier 33 Einwohner registriert.
Am 17. Oktober 1928 büßte Mandtkeim seine Eigenständigkeit ein und wurde in die Landgemeinde Schalben eingemeindet.
Infolge des Zweiten Weltkrieges kam Mandtkeim mit dem gesamten nördlichen Ostpreußen zur Sowjetunion. Der Ort erhielt im Jahr 1950 die russische Bezeichnung Maiski und wurde gleichzeitig dem Dorfsowjet Jantarski selski Sowet im Rajon Primorsk zugeordnet. Später gelangte der Ort in den Powarowski selski Sowet. Von 2005 bis 2015 gehörte Maiski zur Landgemeinde Krasnotorowskoje selskoje posselenije und seither zum Stadtkreis Selenogradsk.

## Kirche
Mandtkeim mit seiner fast ausnahmslos evangelischen Bevölkerung war bis 1945 in das Kirchspiel der Pfarrkirche in Heiligenkreutz eingegliedert und gehörte zum Kirchenkreis Fischhausen (Primorsk) in der Kirchenprovinz Ostpreußen der Kirche der Altpreußischen Union. Letzter deutscher Geistlicher war Pfarrer Georg Henkys. Heute liegt Maiski im Einzugsbereich der evangelisch-lutherischen Auferstehungskirche in Kaliningrad in der Propstei Kaliningrad der Evangelisch-lutherischen Kirche Europäisches Russland.